# Equipe fijiana na Copa Davis
A equipe fijiana na Copa Davis representou Fiji na Copa Davis, principal competição de tênis masculina por equipes do mundo. Foi administrada pela Fiji Tennis Association.
Não compete desde 2001. É considerada extinta porque passou a ser representada pela Oceania do Pacífico na competição.